# Headset de realidade virtual

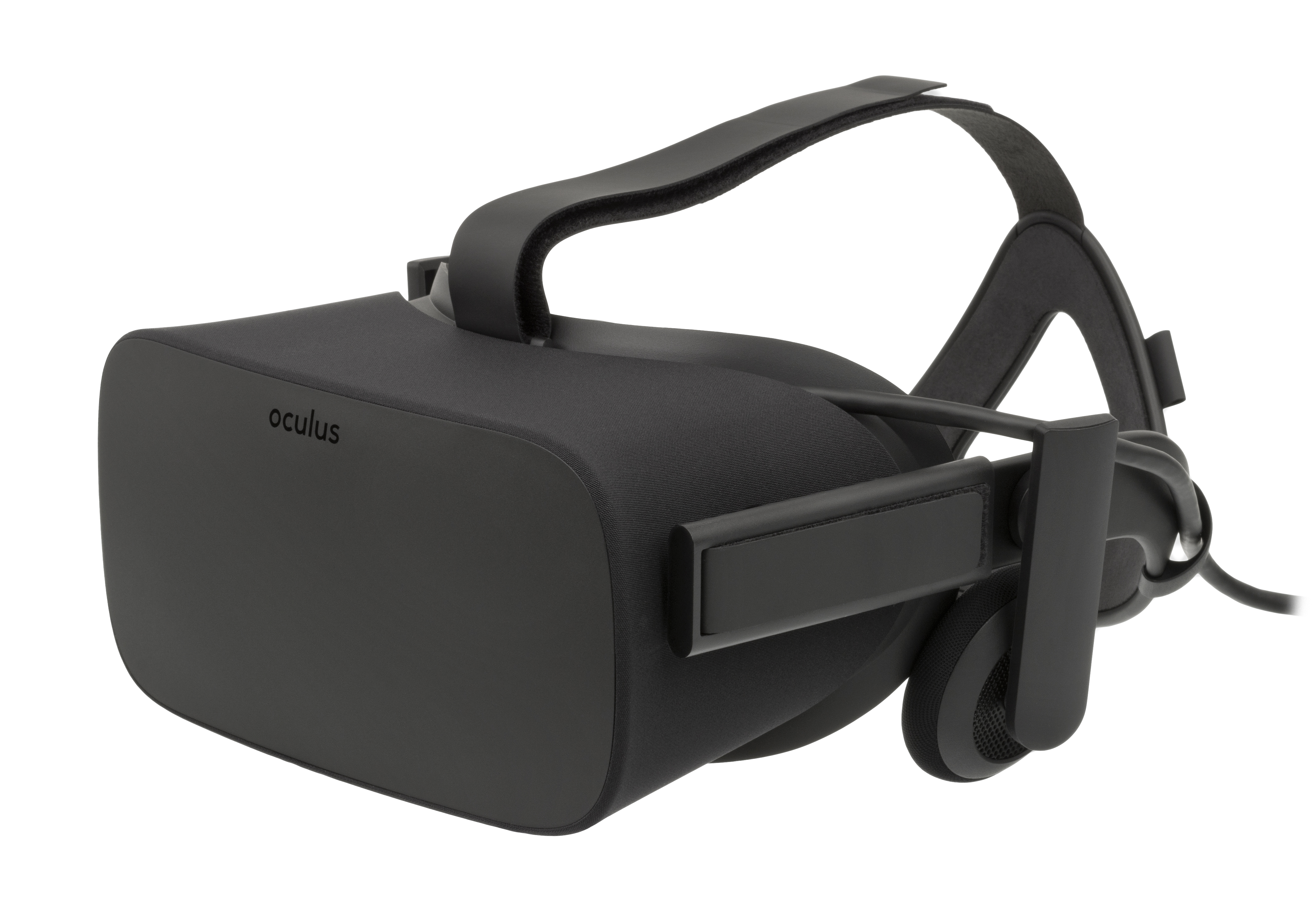
Um Oculus Rift.

Um headset de realidade virtual é um aparelho montado na cabeça que fornece realidade virtual para o usuário.